# Belgische Amerikanen
Belgische Amerikanen (Engels: Belgian Americans) zijn Amerikanen met een gedeeltelijke of volledige Belgische afstamming. Hun vroegste aanwezigheid dateert van de Zuid-Nederlandse migratiegolven van de zeventiende eeuw. Toch kwam de meerderheid van deze groep pas in de negentiende en twintigste eeuw.
Het United States Census Bureau schatte in 2015 het aantal Amerikanen met Belgische roots op 356.405 of ongeveer 0,11 percent van de totale bevolking.

## Geschiedenis en demografie

### De eerste Zuid-Nederlandse kolonisten in Noord-Amerika (zeventiende - achttiende eeuw)
Voor verschillende kustgebieden in Noord-Amerika begon de Europese kolonisatie met de komst van Zuid-Nederlandse migranten. Jessé de Forest was bijvoorbeeld al voor de Nederlanders actief op Manhattan Island. Hij stond aan het hoofd van een groep kolonisten die afkomstig waren uit de streek van het huidige Wallonië. Ook New Jersey, Delaware, Connecticut en Pennsylvania zijn plaatsen waar de latere Walen als eerste Europeanen zijn neergestreken. Aan Vlaamse zijde heeft men vader Louis Hennepin, een katholiek priester, die voor de andere kolonisten de Niagarawatervallen heeft ontdekt. Naar hem zijn een straat in Minneapolis en een county in Illinois vernoemd.

### België als kleine speler binnen de trans-Atlantische immigratie (negentiende - twintigste eeuw)
Ondanks de pionierspositie van de verschillende Zuid-Nederlandse kolonisten bij de verkenning van de Nieuwe Wereld, heeft België op demografisch vlak nooit een grote bijdrage geleverd aan de transatlantische migraties. De hoge welvaart in het West-Europees land maakte van immigreren een onlogische keuze. Toch hebben een aantal landgenoten de oversteek gemaakt omwille van overbevolking en een gebrek aan landbouwgrond.
Vlamingen als pseudo-Nederlanders (negentiende eeuw)
In de jaren 1840 was de schaarse grond voornamelijk voor boeren uit Noord-België een reden om naar de Verenigde Staten te immigreren. Daarnaast zijn verschillende Vlamingen vertrokken door de Waalse dominantie in hun thuisland. Door de linguïstische gelijkenissen met hun noorderburen, identificeerden ze zich daar met Nederlandse Amerikanen (ENG: Dutch Americans). De eerste Vlaamse nederzettingen doken op in en rond Detroit, Michigan, en South Bend (Indiana). Daar zochten ze goedkope landbouwgrond om te bewerken, waarna hun nakomelingen gingen werken in de industrie.
Walen als pseudo-Frans-Canadezen (twintigste eeuw)
De immigratie vanuit Wallonië is pas in de twintigste eeuw echt opgang gekomen. Na de Duitse bezettingen van de Eerste en Tweede Wereldoorlog kreeg het etnisch diverse België een groter gevoel van eenheid. Vanaf dat moment begon de samenstelling van de Belgische migrantengroeperingen geleidelijk aan te veranderen. Steeds meer Walen hebben de Atlantische oversteek gemaakt om een nieuw leven te beginnen in Franssprekend Canada. Daarvan zijn er een aantal verhuisd naar het zuiden, die daar vervolgens het etiket 'Frans-Canadese Amerikaan' (ENG: French-Canadian American) opgeplakt kregen. Ze hebben zich in het noorden van Michigan, Minnesota en Winsconsin gevestigd. In die laatste staat is vandaag de dag de bakermat van de Belgisch-Amerikaanse cultuur terug te vinden. Meer dan 50 000 Belgische Amerikanen wonen en werken er in de counties rond Green Bay. Ze zijn deels de nakomelingen van Waalse boeren, die er in de tweede helft van de negentiende eeuw meer dan 80 percent van landbouwgronden hebben opgekocht.

### Belgische Amerikanen na 2000
Volgens recente cijfers van het United States Census Bureau is het aantal Amerikanen van Belgische afkomst langzaamaan aan het dalen. Uit een onderzoek uit het jaar 2000 blijkt ook dat een doorsnee Belgisch-Amerikaans gezin een jaarinkomen heeft van 65.615 dollar. Daarmee behoren ze gemiddeld tot de rijkere families van de Verenigde Staten.Vanwege een beveiligingsprobleem met de MediaWiki Graph-software is het momenteel niet mogelijk deze grafiek weer te geven. Zodra de software is bijgewerkt zal de grafiek vanzelf weer zichtbaar worden.

## Belgische invloeden op de Amerikaanse samenleving

### Belgisch-Amerikaanse migrantenleiders
Zowel Vlaamse als Waalse migranten hebben hun stempel gedrukt op de Amerikaanse maatschappij. Onder hen zijn zowel boeren, ondernemers, politici als wetenschappers terug te vinden. Edward Coryn, een Amerikaan afkomstig uit de provincie Oost-Vlaanderen, stond bekend omwille van zijn werk voor de Belgisch-Amerikaanse gemeenschap. Hij was een zakenman, politicus en migrantenleider, die aan de wieg stond van de eerste Belgian-American Club. Daarnaast was hij aandeelhouder en later bedrijfsleider van Moline Gazette Publishing Company, die de eerste Vlaams-Amerikaanse krant uitgaf. In 1913 werd Coryn opgenomen in de Orde van Leopold II.
Naast Coryn was Xavier Martin een prominent leider van de Belgische Amerikanen. In tegenstelling tot de bovengenoemde persoon kwam Martin uit het Franstalig deel van België. Hij was voornamelijk belangrijk voor de Walen die leefden in de buurt van Green Bay. Hij hielp hen met het assimileren door de aanbieding van lessen Engels en cursussen Amerikaanse politiek. Zo wilde hij verzekeren dat zijn landgenoten gingen stemmen bij de verkiezingen.

### Belgisch-Amerikaanse wetenschappers en kunstenaars
Talrijke Amerikanen van Belgische origine hebben noemenswaardige bijdragen geleverd aan de Amerikaanse wetenschap. Leo Hendrick Baekeland, een chemicus, vond bijvoorbeeld de synthetische kunststof bakeliet uit. Daarnaast ontwikkelde hij Velox, een fotografisch papier dat zeer lichtgevoelig is. Naast scheikunde zijn Belgisch-Amerikaanse onderzoekers, zoals Charles Schepens, Pol Swings, Maurice Biot en Robert Triffin, belangrijk geweest voor de geschiedkunde, geneeskunde, economie, fysica en ingenieurswetenschappen in de Verenigde Staten.
Ook buiten de universiteitsmuren hebben migranten uit Vlaanderen en Wallonië hun stempel gedrukt op de cultuur van hun nieuw thuisland. Eugène Ysaÿe was bijvoorbeeld een vooraanstaand violist die talrijke concerten gaf op Amerikaanse bodem. Daarnaast gaf hij les aan jonge Amerikanen die in België verbleven. In de wereld van het schilderen was Alfred Jonniaux een grote naam.

### Belgisch-Amerikaanse militairen
De op 9 mei 1904 in Antwerpen geboren Carolus Joannes Cornelius Van den Bulck alias luitenant-kolonel Charles Vanden Bulck van de United States Army Corps of Engineers speelde in de Tweede Wereldoorlog een belangrijke rol in de ontwikkeling van de eerste atoombom. Hij was administratief directeur en speciale uitbetalingsfunctionaris van het Manhattanproject te Oak Ridge, Tennessee. Zijn administratie beheerde tussen 1942 en 1945 ongeveer 1,2 miljard dollar van het Manhattanprojectbudget. Voor bewezen diensten ontving hij op 2 oktober 1945, de Legion of Merit.

### De Belgisch-Amerikaanse keuken
De Belgisch-Amerikaanse cuisine is iets wat Belgische Amerikanen over hun etnische verschillen verbindt. Alle gerechten hebben doorgaans twee namen en zijn zowel terug te vinden bij Amerikaanse Vlamingen als Walen. Enkele voorbeelden zijn:
- (Chicken) booyah: een soep vol met stukken vlees en groenten.
- Belgian pies: een soort rijsttaart.
- Flemish beef and beer stew of Carbonade Flamande: stoofkarbonade of stoverij.

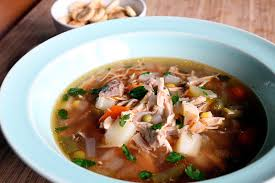
(Chicken) booyah.
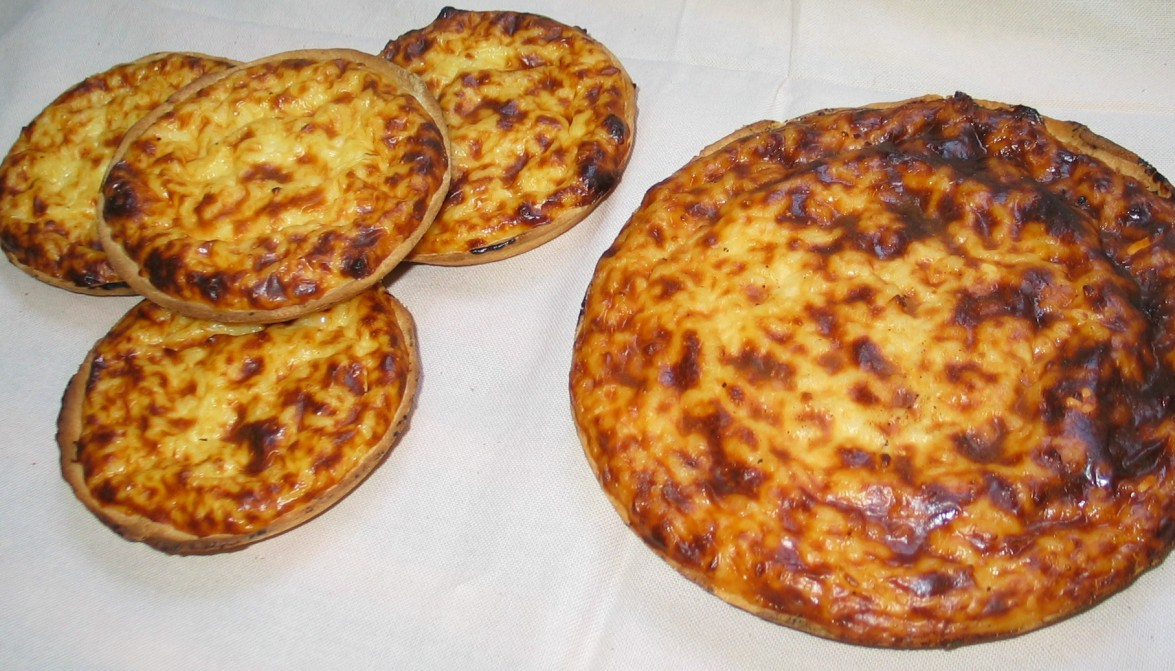
Belgian pies. (originele variant)
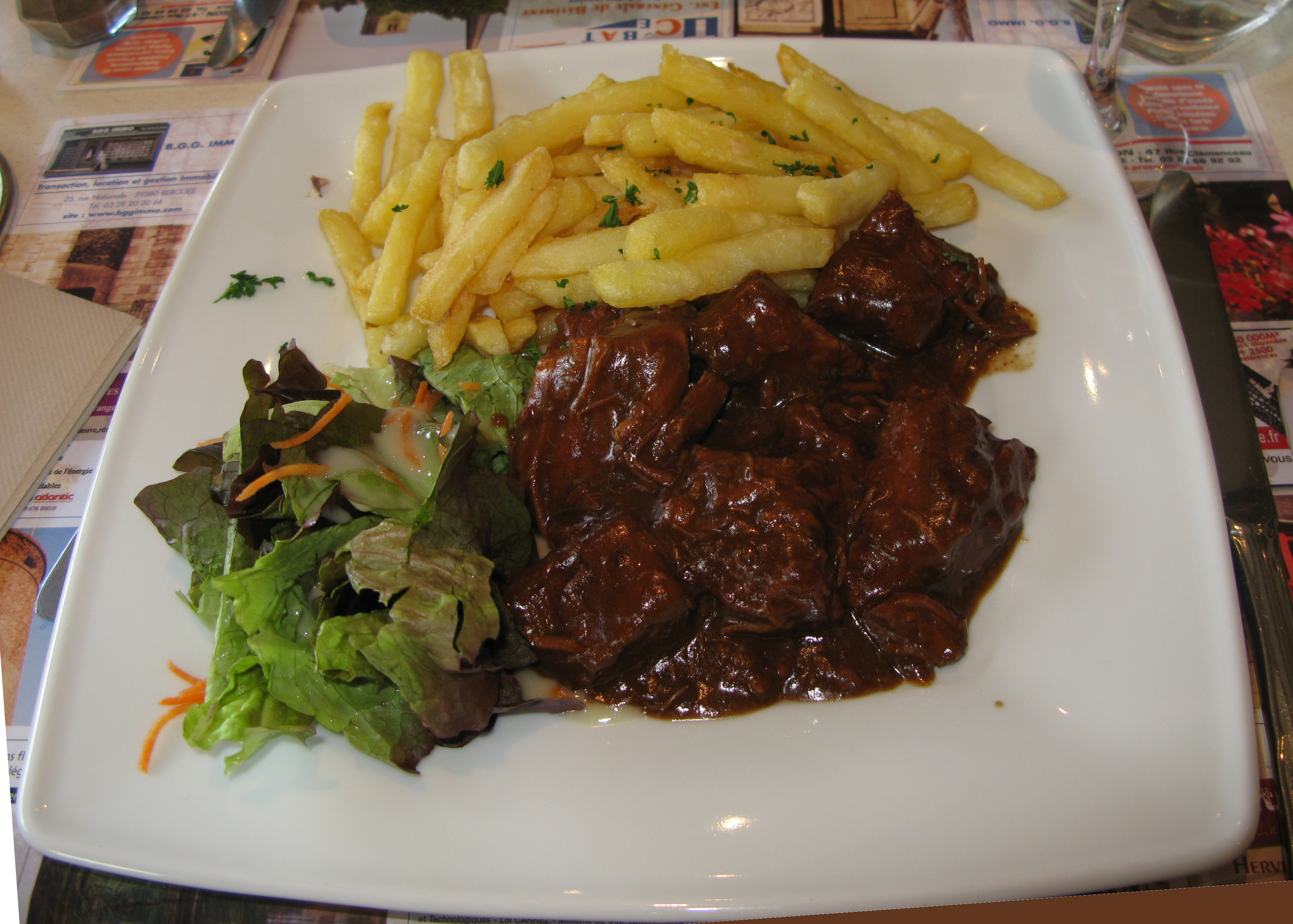
Carbonade Flamande/Stoovlees met frieten.